# Gare d’Ingrandes-sur-Vienne
Gare d'Ingrandes-sur-Vienne – przystanek kolejowy w Ingrandes, w departamencie Vienne, w regionie Nowa Akwitania, we Francji.
Jest przystankiem kolejowym Société nationale des chemins de fer français (SNCF), obsługiwanym przez pociągi TER Poitou-Charentes.